# Abraeomorphus topali
Abraeomorphus topali är en skalbaggsart som beskrevs av Yves Gomy 1981. Abraeomorphus topali ingår i släktet Abraeomorphus och familjen stumpbaggar. Inga underarter finns listade i Catalogue of Life.